# Tycherus ischiomelinus
Tycherus ischiomelinus är en stekelart som först beskrevs av Johann Ludwig Christian Gravenhorst 1829.  Tycherus ischiomelinus ingår i släktet Tycherus och familjen brokparasitsteklar. Arten är reproducerande i Sverige. Inga underarter finns listade i Catalogue of Life.